# Jean Jules Coupard
Jean Jules Coupard, né le 29 septembre 1740 à Châteauneuf-d'Ille-et-Vilaine, mort le 1er juillet 1805 à Paris, est député à l'Assemblée constituante de 1789, membre de la Convention.

## Biographie
« C'est un des députés bretons, écrit René Kerviler dont il est le plus difficile d'établir la biographie. Ni à Châteauneuf, où il est né, ni à Saint-Malo, qui est la ville la plus rapprochée sur la même rive de la Rance, ni à Dinan, où il exerça d'abord comme avocat et où il fut élu député, aux États généraux d'abord, à la Convention ensuite, on n'a conservé le moindre souvenir de son nom, et lorsque j'y ai demandé des notes sur Coupard, il semblait qu'il se fût agi d'un Tartare ou d'un Abyssinien. ». En effet les registres d'état civil de Châteauneuf n'existent plus pour l'année 1740. M. Kerviler incline à croire que ce législateur s'appelait Jules-Jacques plutôt que Jean-Jules ; sa signature, vérifiée aux Archives Nationales, porte Jean-Jules.
Il est élu, le 11 avril 1789, député du tiers aux États généraux par la sénéchaussée de Dinan, avec 81 voix sur 115 votants, et n'eut d'ailleurs qu'un rôle parlementaire insignifiant. Une seule fois, le 6 septembre 1789, il parut à la tribune pour retirer « par amour pour la paix » une adresse de la municipalité de Rennes, qu'il avait remise sur le bureau de l'Assemblée, et qui émettait relativement au veto, à l'étendue des pouvoirs du corps législatif, etc., certaines théories qui soulevèrent de vives réclamations sur plusieurs bancs. Le 1er juillet 1790, Coupard fut élu membre du conseil général des Côtes-du-Nord. Plus tard, le 11 septembre 1792, l'Assemblée électorale du même département, réunie non pas au chef-lieu, mais à Dinan, le choisit pour premier suppléant à la Convention par 298 voix sur 398. Quand son ancien collègue de la Constituante, le député Couppé eut été décrété d'arrestation et mis hors la loi pour avoir protesté contre le 31 mai, Coupart fut admis (21 thermidor an II) à prendre séance comme titulaire. Il continua de siéger, même après le 9 thermidor, lorsque Couppé reprit sa place. Il vota avec la « plaine », sans se montrer jamais à la tribune. En l'an IV, il était messager d'État près le Conseil des Anciens. Ensuite, on perd sa trace.

## Mandats
- 11/04/1789 - 30/09/1791 : Dinan - Bretagne (sénéchaussée)
- 08/08/1794 - 26/10/1795 : Côtes-du-Nord

## Sources
- Dictionnaire des parlementaires français par Adolphe Robert, Edgar Bourloton et Gaston Cougny, tome 2, Cay-Fes, Bourloton éditeur, Paris, 1890.
- Portrait par Jean Baptiste Turlure, peintre et Guersant, E. graveur